# Spaghetti all’assassina

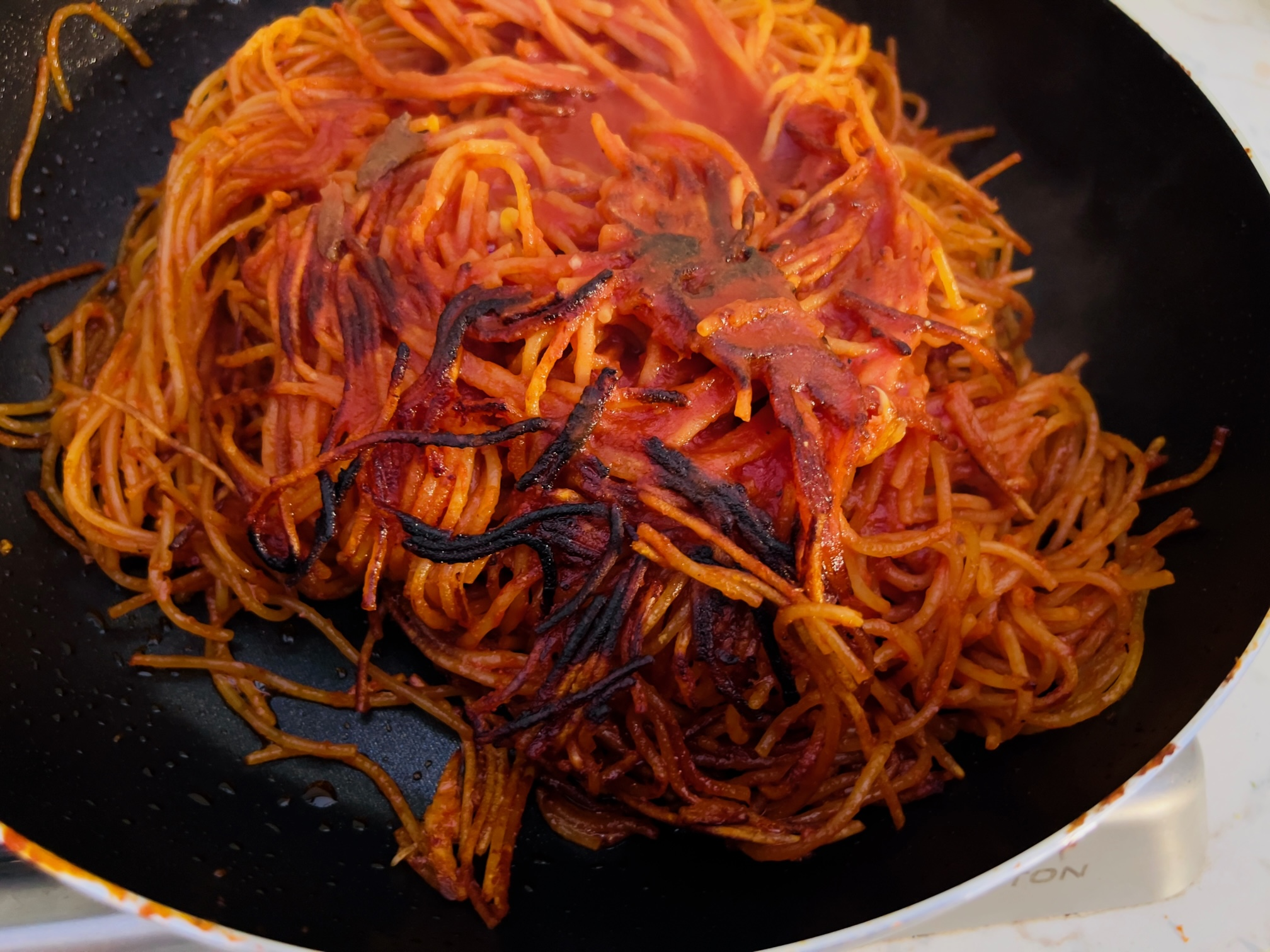
Spaghetti all’assassina

Spaghetti all’assassina (italienisch „Spaghetti nach Mörder-Art“), auch bekannt als Spaghetti bruciati („verbrannte Spaghetti“), ist ein Nudelgericht aus Bari.

## Geschichte
Das Gericht entstand in den 1960er Jahren in der süditalienischen Stadt Bari. Es gibt verschiedene Geschichten zur genauen Entstehung des Gerichts. Die Spaghetti all’assassina sollen aus dem Al Sorso Preferito stammen, einem Restaurant im Stadtzentrum von Bari, wo sie 1967 von dem Koch Enzo Francavilla kreiert worden sein sollen. Dieser soll die Nudeln aus Versehen in der Tomatensoße angebrannt haben, woraus das Gericht entstanden sein soll. Wegen der Schärfe nannten die Gäste Francavilla scherzhaft assassino (italienisch für „Mörder“), ein Wort, von dem sich später der Name des Gerichts ableitete. Dies ist die Version der Ereignisse, die von der Accademia dell’Assassina bevorzugt wird, einer Gruppe von kulinarischen Experten und Enthusiasten, die 2013 in Bari zur kulinarischen Brauchtumspflege gegründet wurde.
Spaghetti all’assassina war sofort sehr erfolgreich und verbreitete sich in der ganzen Stadt, aber in den 1980er Jahren begann die Beliebtheit abzunehmen. Im Jahr 2013 wurde es von der Accademia dell’Assassina wiederbelebt und erlangte dank späterer Erwähnungen in der Massenkultur neue Popularität: Bekanntheit erlangte es vor allem durch die Episode Spaghetti all’assassina aus der RAI-Serie Le indagini di Lolita Lobosco (2021).
In einer Folge der zweiten Staffel der CNN-Reisesendung Stanley Tucci: Searching for Italy aus dem Jahr 2022 verlieh der amerikanische Schauspieler, Schriftsteller und Filmemacher Stanley Tucci dem Gericht internationale Bekanntheit.

## Zubereitung
Zuerst werden die Spaghetti in einer Pfanne mit Knoblauch, Chiliflocken und Tomatenmark in Olivenöl angebraten. Danach wird eine Brühe aus mit Wasser verdünnter Tomatensauce in die Pfanne gegeben, sodass die gebratenen Nudeln langsam gegart werden. Haben die Nudeln die Flüssigkeit vollständig aufgesaugt, ist das Gericht servierfertig. In Bari gibt es auch Varianten mit Stracciatella di bufala oder mit Oliven, Kapern und Sardellen.